# Colegio Ave Maria
Das Colegio Ave Maria ist ein privates, gemischtes, katholisches Gymnasium in La Paz unter der Trägerschaft eines Zisterzienserinnenklosters. Als Initiative der Abtei Seligenthal bei Landshut dient die Schule 4.500 Schülern. Sie ist damit die größte Schule Boliviens. Finanziert wird sie aus den Schulgebühren und Spenden aus Deutschland.

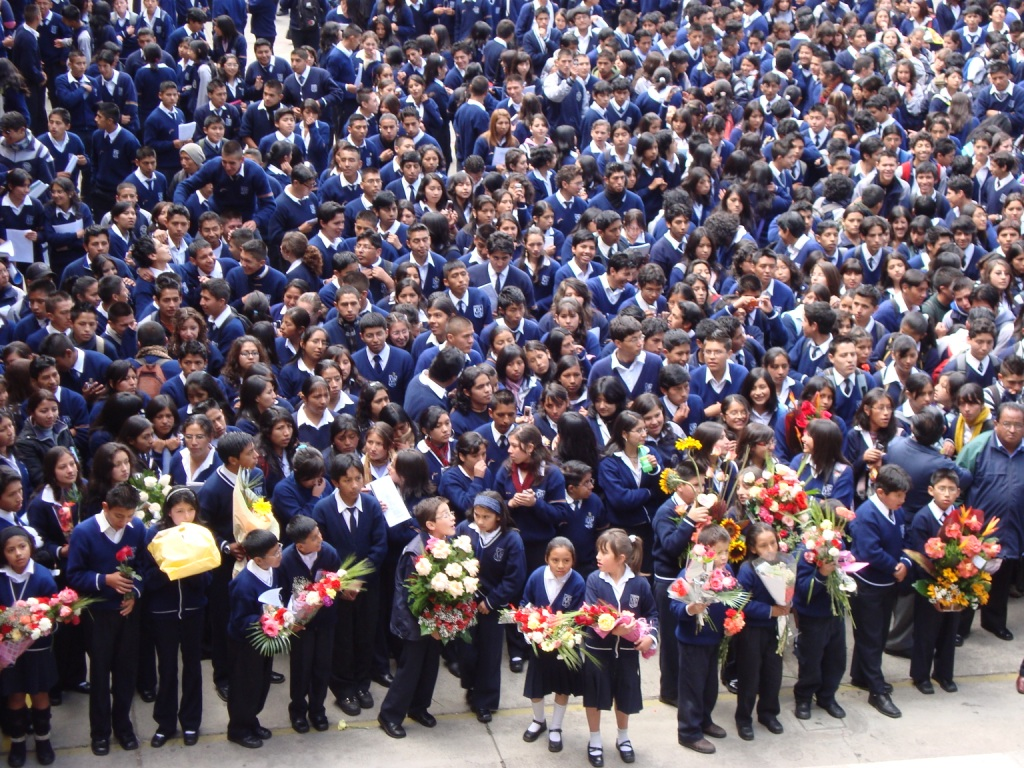
Ein Teil der Schulkinder im Jahr 2009

## Vorgeschichte
Im Jahr 1929 kamen die ersten Zisterzienser-Missionarinnen, darunter Sr. M. Eduvigis Eckert und Sr. M. Richmunda Herrnreither, in Apolo (Provinz Franz Tamayo, Bolivien) an. Sie erwarben 1955 ein Grundstück in Villa Fátima, La Paz, auf dem nach wenigen Jahren einige kleine Baracken für Schwestern, Internat und Schule entstanden. Der Schulbetrieb war zunächst auf die Grundschule und eine Hauswirtschaftsschule beschränkt. Im Jahr 1964 erhielt Sr. Eduvigis die Erlaubnis des Erziehungsministeriums von La Paz, eine Volksschule zu eröffnen.

## Ausbau der Schule

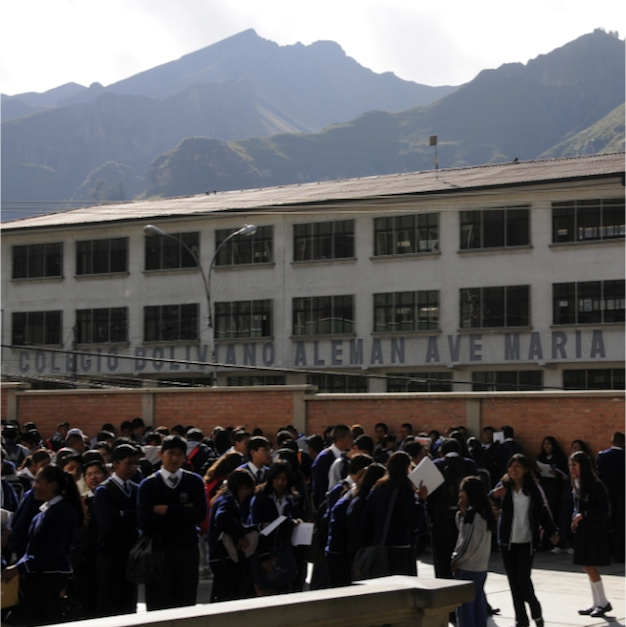
Schüler auf dem Platz vor dem Hauptgebäude

1974 konnte ein Gebäude mit 10 Räumen für Kindergarten, Volksschule und Mädchen-Internat fertiggestellt werde. Im Jahr 1984 maturierte der erste Abiturjahrgang. Zwei Jahre später kaufte die Schule eine benachbarte, ehemalige Zündholzfabrik, um weitere Unterrichtsräume zu schaffen. Dabei wurde auch ein Bildungshaus für die Lehrerfortbildung in Achocalla gefördert, das 1987 eingeweiht wurde. Die Schule wurde als eine von drei bolivianischen Privatschulen im Jahr 2008 in das PASCH-Projekt (Partner-Schulen für die Zukunft) der deutschen Bundesregierung aufgenommen, das weltweit den Deutschunterricht an ausländischen Schulen fördert.
Inzwischen als Colegio Boliviano-Alemán Ave María bekannt, zog die Einrichtung immer mehr Schüler an und wurde beinahe jährlich weiter ausgebaut. 1999 stieg die Schülerzahl auf über 4500. 2011 gehörten der Schule an:
- 4400 Schüler zwischen Kindergarten und Abitur, darunter 80 Internatsmädchen, 50 Internatsbuben und 200 Tagesheimschüler
- 160 Lehrer
- 50 andere Angestellte (Verwaltung, Internate, Küche, Putzpersonal, Hausmeister, Pförtner, landwirtschaftliche Angestellte).
- Jedes Jahr kommen junge freiwillige Helfer aus Deutschland (Abiturienten und Studenten), die gegen Kost, Logis und Taschengeld 6–12 Monate in Internat und Schule mithelfen und dabei ihr Spanisch verbessern.

## Entwicklung der Klostergemeinschaft Ave Maria

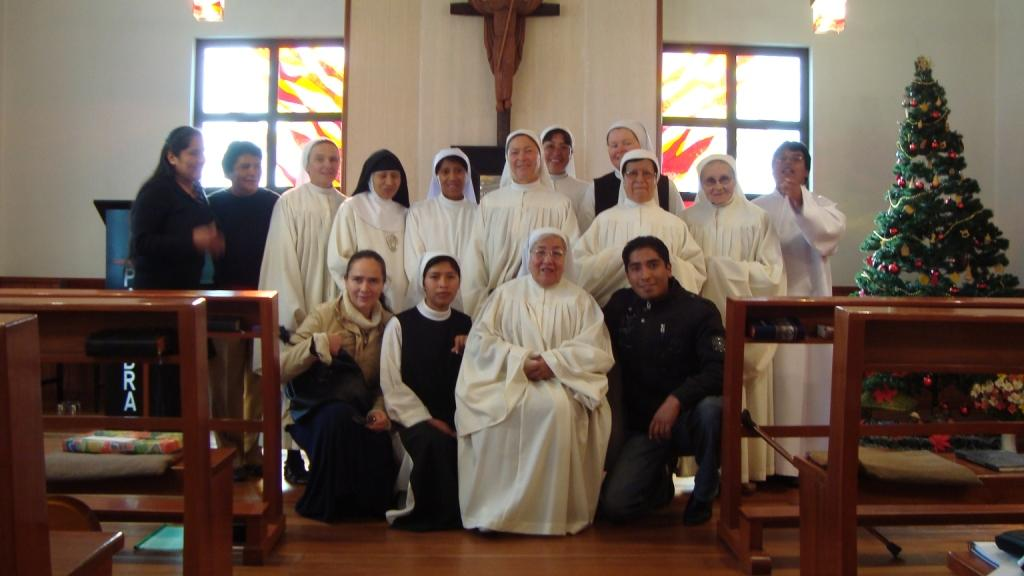
Nonnenkonvent und Freunde anlässlich einer Einkleidung, 2010

1972 beschlossen Äbtissin M. Columba Baumgartner und der Konvent von Seligenthal, das Schulprojekt zu übernehmen. Daraufhin wurden drei Seligenthaler Schwestern nach La Paz ausgesandt. Im Jahr 1973 begannen sie mit dem Bau des Klostertraktes. Bei der Visitation des Konvents durch Generalabt Polykarp Zakar im Jahr 1987 wurde das Domus Ave Maria zum abhängigen Priorat erhoben. Am 8. Dezember 2006 wurde durch Dekret des Heiligen Stuhles das Kloster zum unabhängigen Priorat mit dem Namen Monasterio Ave María erhoben. Sr. M. Christine Gruber wurde zur ersten Priorissa conventualis gewählt und ist zugleich Direktorin der Schule.
1999 konnten die Schwestern ein Erholungshaus für den Konvent in Sapahaqui eröffnen.
Der Schwesternkonvent zählte 2011 sechs Schwestern mit feierlicher Profess, zwei Schwestern mit zeitlicher Profess und eine Novizin; vier sind Deutsche, fünf Bolivianerinnen.

## Persönlichkeiten
Die langjährige Direktorin Sr. M. Immolata Kronpaß O.Cist. (2010 verstorben) leitete den Aufbau der Schule seit 1981. Für ihre Verdienste um das bolivianische Schulwesen wurden ihr vom Staat Bolivien vier hohe Auszeichnungen und von Deutschland das Bundesverdienstkreuz 1. Klasse und den Bayerischen Verdienstorden verliehen.